# DreamWorks Records
DreamWorks Records (также SKG Music, SKG Music Group, или Spielberg Music Group) — бывший американский звукозаписывающий лейбл. Основан в 1996 году Дэвидом Гиффеном, Стивеном Спилбергом и Джефри Катценбергом. Также имел филиал в Нашвилле, Теннесси, DreamWorks Nashville, который специализировался на кантри и был закрыт также в 2005 году. Логотип компании разработан Роем Лихтенштейном и стал его последней работой перед смертью в 1997 году.
На лейбле издавались: Джон Фогерти, Нелли Фуртадо, Джордж Майкл, Рэнди Ньюман, The Isley Brothers, Papa Roach, Крис Рок и многие другие.   
- президентом Dreamworks Records